# エクセルキトサン
エクセルキトサンは、キトサンのアミノ基に長鎖の脂肪酸を結合させ、さらに六位の水酸基に強電解性の四級アンモニウム塩や二位のアミノ基にコハク酸を結合させることにより、水にもオイルにもなじみの良い両親媒性構造を持っている。抗菌性や乳化能などの機能を有する天然高分子由来の多機能性新素材である。

## エクセルキトサンの機能性
天然高分子のキトサンに飽和脂肪酸を結合することにより乳化剤を形成している。その為、皮膚内への侵入も無く、皮膚や毛髪上に保湿性の高い皮膜（うるおいベール）を形成することから、安全性の高い皮膚・毛髪保護剤，保湿剤として有効に機能する。スクワランなどのオイルの乳化や、二酸化チタンなどの固体の分散など、乳化剤としての機能も発揮する。基礎化粧品、ヘアケア製品、衛生材料、医用材料などへの応用が期待され、キトサン本来の抗菌性も保持していることから、多機能性を有する機能性新素材である。

## エクセルキトサンの特性
1. 強電解性である為に、酸性のみならず、中性、アルカリ性でも水に溶解する。
2. 強電解性である為に、水溶液の物性は、共存する物質の影響を受け難く、各種の物質と共用することが容易。
3. C12～C18の長鎖脂肪酸をキトサン1残基当たり10~20%結合しており、オイルに対して強い乳化力を示し、エマルション(乳化液)は長期間安定である。また脂肪酸の存在により、皮膚とのなじみが良くなり、キトサンに見られる様なつっぱり感が無い。
4. キトサンのアミノ基を多数残す事及び四級アンモニウム基の導入により、抗菌性や保湿などキトサン本来の機能として知られる様々な薬理的機能を保持している。
5. 疎水性表面を持つ二酸化チタンや酸化亜鉛等の粉末の表面に吸着し、水中で安定に分散させる。
6. 正電荷を持つことにより、皮膚や毛髪との相互作用が大きく残存性が良くなる。
7. 親水性の大きなキトサン主鎖と、四級アンモニウムイオンの存在により、大きな吸水性、保水性を示す。
8. 分子量80万以上のキトサンから創ったエクセルキトサンは、水溶液が大きな粘度を示し、濃度を上げればゲル化する。

## 化粧品原料名（INCI名）
- キトサンラウラミドヒドロキシプロピルトリモニウムクロリド
- キトサン（ラウラミド／サクシナミド）